# Campeonato Mundial de Biatlón de 1984
El I Campeonato Mundial de Biatlón Femenino se celebró en la localidad alpina de Chamonix (Francia) entre el 29 de febrero y el 4 de marzo de 1984 bajo la organización de la Unión Internacional de Biatlón (IBU) y la Federación Francesa de Biatlón.

## Resultados

### Femenino
| Evento                   | Oro                                                      | Plata                                               | Bronce                                                |
| ------------------------ | -------------------------------------------------------- | --------------------------------------------------- | ----------------------------------------------------- |
| 5 km velocidad (03.03)   | Venera Chernyshova URSS 23:00,1                          | Sanna Grønlid · Noruega · 23:35,0                   | Andrea Grossegger · Austria · 23:39,5                 |
| 10 km individual (29.02) | Venera Chernyshova URSS 44:21,7                          | Liudmila Zabolotnaya URSS 44:29,9                   | Tatiana Brylina URSS 44:50,0                          |
| Relevos 3 × 5 km (04.03) | URSS Venera Chernyshova Liudmila Zabolotnaya Kaija Parve | Noruega · Sanna Grønlid · Gry Østvik · Siv Bråten · | Estados Unidos Holly Beatie Julie Newman Kari Swenson |

## Medallero
| Núm. | País           | Oro | Plata | Bronce | Total |
| ---- | -------------- | --- | ----- | ------ | ----- |
| 1    | URSS           | 3   | 1     | 1      | 5     |
| 2    | Noruega        | 0   | 2     | 0      | 2     |
| 3    | Austria        | 0   | 0     | 1      | 1     |
| 3    | Estados Unidos | 0   | 0     | 1      | 1     |
|      | TOTAL          | 3   | 3     | 3      | 9     |